# Sor Rotana
Sor Rotana (sinh ngày 9 tháng 10 năm 2002), là một cầu thủ bóng đá chuyên nghiệp người Campuchia thi đấu ở vị trí trung vệ cho câu lạc bộ Visakha tại giải bóng đá Ngoại hạng Campuchia và đội tuyển bóng đá quốc gia Campuchia.

## Thống kê sự nghiệp

### Quốc tế
Tính đến 4 tháng 6 năm 2021.
| Đội tuyển quốc gia | Năm       | Trận | Bàn thắng |
| ------------------ | --------- | ---- | --------- |
| Campuchia          | 2021      | 1    | 0         |
| Tổng cộng          | Tổng cộng | 1    | 0         |